# 日本最長的一日
《日本最長的一日》（日语：日本のいちばん長い日）是於1967年上映的日本歷史電影，東寶電影公司創立第35年的紀念電影，原作為作家半藤一利。
本片獲得日本電影旬報百大經典電影第38名。

## 劇情概要
昭和20年（西元1945年）8月14日，英國、美國與中華民國所發起的《波茨坦宣言》要求日本無條件投降，日本政府召開御前會議，昭和天皇向鈴木貫太郎內閣眾大臣宣告日本要無條件投降的事實；使得許多日本陸軍年輕軍官不滿，想盡辦法奪走天皇錄好的宣告無條件投降的唱片（玉音放送）。當天下午12時，陸軍部分軍官發起宮城事件、以及海軍航空隊小園安名大佐在厚木基地的叛亂事件，造成一系列騷動。
所謂「最長的一日」就是在天皇宣稱將要無條件投降的那一時間起、到宮城事件叛軍被鎮壓之後的24小時。陸軍大臣阿南惟幾因為無法繼續戰鬥，又發生此次事件，切腹自殺；許多年輕軍官也憤而自殺。
最後，天皇終於在8月15日向人民宣稱要無條件投降的消息，才平息此次騷動。

## 演員
- 陸軍大臣阿南惟幾：三船敏郎
- 海軍大臣米內光政：山村聰
- NHK播報員館野守男：加山雄三
- 畑中健二少佐：黑澤年男
- 古賀秀正少佐：佐藤允
- 矢部國内局長：加東大介
- 椎崎二郎中佐：中丸忠雄
- 徳川義寛：小林桂樹
- NHK播報員和田信賢（日语：和田信賢）：小泉博
- 厚木基地副長菅原中佐：平田昭彥
- 厚木基地司令小園安名大佐：田崎潤
- 情報局總裁下村宏：志村喬
- 厚木基地飛行整備科長：堺左千夫
- 石原貞吉少佐：久保明
- 芳賀豐次郎（日语：芳賀豊次郎）大佐：藤田進
- 外務大臣東鄉茂德：宮口精二
- 東部軍高級参謀不破博大佐：土屋嘉男
- 秘書官情報局總裁秘書川本信正（日语：川本信正）：江原達怡
- 海軍軍務局長保科善四郎：高田稔
- 内閣總理大臣鈴木貫太郎：笠智衆
- 横濱警備隊長佐佐木武雄大尉：天本英世
- 昭和天皇：松本幸四郎（第八代）（日语：松本白鸚 (初代)）
- 旁白：仲代達矢

## 相關
- 《日本最漫長的一天》 (2015年電影)

## 外部連結
- 日本最長的一日 （页面存档备份，存于）（日語）
- 《日本最長的一日 （页面存档备份，存于）》在互聯網電影資料庫的連結（英文）